# WCW Souled Out
Souled Out var et pay-per-view-show inden for wrestling produceret af World Championship Wrestling. Det var én af organisationens månedlige shows og blev afholdt i januar fra 1997 til 2000. I begyndelsen var det tænkt som et eksklusivt nWo-show, men allerede fra 1998 blev det promoveret som et WCW/nWo-show. I 2001 blev det erstattet af Sin.

## 1997
nWo Souled Out 1997 fandt sted 25. januar 1997 i Five Seasons Center i Cedar Rapids, Iowa. Dette var et nWo-sponsoreret pay-per-view, og alle kampene var nWo vs. WCW kampe. nWo lederen, Eric Bischoff og nWo manageren, Ted DiBiase, var kommentatorer mens nWo-dommeren Nick Patrick dømte alle kampene.
- Masahiro Chono besejrede Chris Jericho
- Big Bubba Rogers besejrede Hugh Morrus i en Mexican death match
- Jeff Jarrett besejrede Mr. Wallstreet
- Buff Bagwell besejrede Scotty Riggs
- Scott Norton besejrede Diamond Dallas Page
- WCW World Tag Team Championship: Steiner Brothers besejrede The Outsiders
- WCW United States Heavyweight Championship: Eddie Guerrero besejrede Syxx i en ladder match
- WCW World Heavyweight Championship: Hollywood Hogan og The Giant kæmpede uafgjort

## 1998
WCW Souled Out 1998 fandt sted d. 24. januar 1998 i Hara Arena i Dayton, i Ohio.
- Juventud Guerrera, Super Calo, Lizmark, Jr. og Chavo Guerrero jr. besejrede La Parka, Psicosis, Silver King og El Dandy
- Chris Benoit besejrede Raven i en Raven's rules match
- WCW Cruiserweight Championship: Chris Jericho besejrede Rey Mysterio
- WCW World Television Championship: Booker T besejrede Rick Martel
- Larry Zbyszko (med Dusty Rhodes) besejrede Scott Hall (med Louie Spicolli)
  - Dusty Rhodes chokerede wrestlingverdenen og ikke mindst kommentatoren Tony Schiavone ved at slutte sig til New World Order.
- Ray Traylor, Rick Steiner & Scott Steiner besejrede Konnan, Scott Norton & Buff Bagwell
- Kevin Nash besejrede The Giant
  - Kevin Nash forsøgte at udføre en powerbomb på The Giant, men endte med at tabe ham, så han faldt direkte ned på nakken. The Giant blev som følge heraf skadet i virkeligheden, og i WCW valgte man at forbyde udførelsen af en powerbomb.
- Bret Hart besejrede Ric Flair
  - Det var Bret Harts første kamp i WCW, og den første siden det berygtede Montreal Screwjob i november 1997 i World Wrestling Federation, hvor han mistede WWF Championship til Shawn Michaels under kontroversielle omstændigheder.
- Lex Luger besejrede Randy Savage

## 1999
WCW Souled Out 1999 fandt sted 17. januar 1999 i Charleston Civic Center i Charleston, West Virginia.
- Chris Benoit besejrede Mike Enos
- Norman Smiley besejrede Chavo Guerrero jr.
- Fit Finlay besejrede Van Hammer
- Bam Bam Bigelow besejrede Wrath
- Lex Luger besejrede Konnan
- Chris Jericho besejrede Perry Saturn
- WCW Cruiserweight Championship: Billy Kidman besejrede Rey Mysterio, Juventud Guerrera og Psycosis
- Ric Flair og David Flair besejrede Barry Windham og Curt Hennig
  - WCW's nye præsident, den 13-dobbelte verdensmester Ric Flair, wrestlede sammen med sin søn David Flair mod to tidligere medlemmer af IV Horsemen.
  - Efter kampen tævede nWo løs på David Flair, mens Ric Flair blev tvunget til at se på.
- Goldberg besejrede Scott Hall i en ladder match
  - Det gjaldt om at få fat i en stun-gun, som man skulle bruge på modstanderen for at vinde kampen.
  - Goldberg vandt til trods for at både Disco Inferno og Bam Bam Bigelow blev involveret i kampen.

## 2000
WCW Souled Out 2000 fandt sted 16. januar 2000 i Firstar Center i Cincinnati, Ohio.
Det oprindelige program blev kraftigt ændret på grund af alvorlige skader til Bret Hart og Jeff Jarrett. Hart, der skulle have mødt Sid Vicious i en VM-titelkamp, havde fået en alvorlig hjernerystelse ved WCW's Starrcade, og det tvang ham til at indstille karrieren og opgive WCW World Heavyweight Championship. Jarrett, der var programsat til at wrestle mod Chris Benoit om WCW United States Heavyweight Championship, var blevet skadet under en episode af WCW Monday Nitro ugen før i kamp mod netop Benoit, og han blev derfor også nødt til at opgive den amerikanske titel. WCW besluttede derfor at lade Sid Vicious og Chris Benoit kæmpe om den ledige VM-titel.
- Billy Kidman besejrede Dean Malenko
- Vampiro besejrede David Flair og Crowbar
- Big Vito & Johnny the Bull besejrede Don Harris og Ron Harris
- WCW Cruiserweight Championship: Oklahoma besejrede Madusa
- WCW Hardcore Championship: Brian Knobbs besejrede Fit Finlay, Norman Smiley og Meng
- Billy Kidman besejrede Perry Saturn i en bunkhouse match
- Booker T besejrede Stevie Ray
- Tank Abbott besejrede Jerry Flynn
- Buff Bagwell besejrede Diamond Dallas Page i en last man standing match
- The Wall besejrede Billy Kidman i en steel cage match
- Kevin Nash besejrede Terry Funk i en hardcore match
  - Kevin Nash fra nWo blev dermed WCW's nye kommissær.
- WCW World Heavyweight Championship: Chris Benoit besejrede Sid Vicious
  - Arn Anderson var kampens dommer.
  - Chris Benoit vandt den ledige VM-titel, og det var hans første og eneste VM-titel i WCW. Han mistede titlen aftenen efter med begrundelsen, at Sid Vicious' fod havde været uden for ringen, da han gav op. I virkeligheden havde Benoit forladt WCW til fordel for World Wrestling Federation (WWF).